# Veronica Bisconti
Veronica Bisconti (ur. 27 stycznia 1991 roku w Rimini) – włoska siatkarka, reprezentantka Włoch, grająca na pozycji libero. Od sezonu 2020/2021 występuje w drużynie Roana CBF HR Macerata.

## Sukcesy klubowe
Puchar Włoch:
- 2012

Puchar CEV:
- 2012

Mistrzostwo Włoch:
- 2012
- 2013

Superpuchar Włoch:
- 2012

Liga Mistrzyń:
- 2013